# Lichnofugia petria
Lichnofugia petria är en insektsart som beskrevs av Sigfrid Ingrisch 1998. Lichnofugia petria ingår i släktet Lichnofugia och familjen vårtbitare. Inga underarter finns listade i Catalogue of Life.